# Hadungdung
Hadungdung is een bestuurslaag in het regentschap Padang Lawas Utara van de provincie Noord-Sumatra, Indonesië. Hadungdung telt 508 inwoners (volkstelling 2010).